# بيرسي روي بيتر
بيرسي روي بيتر (بالإنجليزية: Percy Roy Angus)‏ هو مهندس نيوزيلندي، ولد في 22 سبتمبر 1893، وتوفي في 7 يوليو 1961.